# أندرياس نيلسون
أندرياس نيلسون (بالسويدية: Andreas Nilsson)‏ (26 يناير 1910 بمالمو في السويد - 1 أكتوبر 2011 بمالمو في السويد) هو لاعب كرة قدم سويدي في مركز الوسط. شارك مع منتخب السويد لكرة القدم. أما مع النوادي، فقد لعب مع نادي مالمو.

## وصلات خارجية
- أندرياس نيلسون على موقع اتحاد السويد (السويدية)
- أندرياس نيلسون على موقع ناشيونال فوتبول تيمز (الإنجليزية)
- أندرياس نيلسون على موقع عالم كرة القدم.نت (الإنجليزية)